# Girondins Bordeaux
Der Football Club Girondins de Bordeaux (FCGB) ist ein französischer Fußballverein aus der südwestfranzösischen Stadt Bordeaux. Er wurde um den Jahreswechsel 1881/82 gegründet, seine Fußballabteilung dauerhaft allerdings erst 1919; seither gelangen sechs französische Meisterschaften und vier Pokalsiege. Die Vereinsfarben sind Dunkelblau und Weiß.
Infolge eines Insolvenzverfahrens und dem damit verbundenen Zwangsabstieg in die dritte französische Liga sah sich der Verein Ende Juli 2024 gezwungen, seine Profi-Lizenz zur Saison 2024/25 abzugeben. Alle Profiverträge wurden aufgelöst und das Nachwuchszentrum geschlossen. Am 1. August 2024 wurde Girondins in die 4. Liga versetzt.

## Geschichte

### Name
Seinen Namen hat der Club vom Gironde genannten Mündungstrichter des Flusses Garonne, an welchem Bordeaux liegt.

### Anfänge
Der Verein wurde am 1. Oktober 1881 als Gymnastik- und Schützenverein gegründet. Unter dem Vorsitz von André Chavois fügte der Club Rudern, Reitsport, Schwimmen und weitere Sportarten zu seinen Aktivitäten hinzu. Erst 1910 und nach starken Nachdruck aus dem Verein, insbesondere durch den Vereinspräsidenten Raymond Brard, wurde Fußball probeweise zu den Aktivitäten hinzugefügt. Das Fußball-Experiment überdauerte nur ein Jahr und wurde danach erst knapp zehn Jahre später 1919 wieder aufgenommen. Das erste offizielle Spiel wurde 1920 mit 12:0 gegen Section Burdigalienne gewonnen.
Bordeaux erlangte seinen Profifußballstatus am 2. Juli 1936 durch Fusion mit dem benachbarten bordelaiser Sportverein Girondins Guyenne Sport, der zu dem heute bekannten Club führte. Bordeaux Aufstieg als Profiteam ging zeitgleich mit der fortschreitenden Professionalisierung der Französischen Fußball Föderation vonstatten, die vor 1932 nicht bestand. Der Verein wurde der zweiten französischen Liga zugeteilt und gab in der Saison 1937/38 sein Debüt. Der erste Trainer des Vereins war der Spanier Benito Diaz. Dieser brachte die spanischen Spieler Santiago Urtizberea und Jaime Mancisidor zum Verein. Letztgenannter diente dem Verein später als Kapitän. Die bekanntesten französischen Spieler des Vereins waren der Stürmer Henri Arnaudeau und der Torwart André Gérard. Das erste offizielle Spiel endete mit 2:1 und fand am 23. Mai 1937 gegen den Alpen-Verein FC Scionzier statt. Das erste Ligaspiel endete mit 2:3 gegen Toulouse. Der erste Sieg konnte gegen Nîmes Olympique errungen werden. Die Saison beendete der Verein auf dem 6. Platz der Abschlusstabelle. Der enttäuschende Abschluss führte dazu, dass Bordeaux an der Abstiegsrelegation teilnehmen musste, wo die Mannschaft aber einen respektablen 3. Platz belegen konnte. Ein Jahr später zog Bordeaux in das heutige Stadion Chaban-Delmas um, welches zuvor als Parc Lescure bekannt war. Das Stadion wurde speziell für die Weltmeisterschaft 1938 errichtet und war anschließend für Girondins Bordeaux bestimmt. Zuvor hatte der Verein seine Spiele im Stade Galin ausgetragen, welches heute als Trainingsgelände genutzt wird.

### Erfolg und Stabilität
| Saison  | Platz | Pokal         |
| ------- | ----- | ------------- |
| 1949/50 | 01.   | Achtelfinale  |
| 1950/51 | 06.   | Vorrunde      |
| 1951/52 | 02.   | Finalist      |
| 1952/53 | 03.   | Vorrunde      |
| 1953/54 | 03.   | Viertelfinale |
| 1954/55 | 06.   | Finalist      |

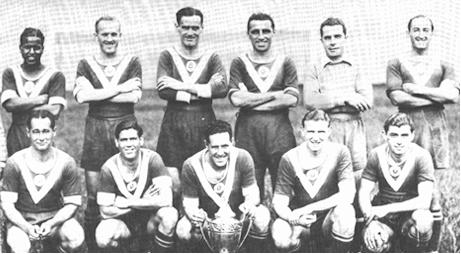
Die Mannschaft mit dem charakteristischen Skapulier auf dem Trikot und mit dem Pokal des Coupe-de-France-Finales 1941

Am 15. Oktober 1940 fusionierte Bordeaux mit dem lokalen Sportclub AS Port und übernahm die bis heute bekannte Tradition des Skapuliers, des Dreiecks im Vereinswappen und auf den Trikots. Unter dem neuen Namen Bordeaux ASP lief der Verein mit dem Skapulier im Finale des Coupe de France des Jahres 1941 auf. Das im besetzten Frankreich durchgeführte Spiel wurde im Stadion in Saint-Ouen ausgerichtet und endete 2:0 gegen SC Fives mit Urtizberea als doppeltem Torschützen. Der Sieg im Coup de France war der erste große Triumph des Vereins. Bereits 1943 stand man wieder im Finale des Coupe de France gegen Olympique Marseille. Das Spiel wurde jedoch mit 2:0 verloren. Es war die erste Finalniederlage in einer Serie von sieben Niederlagen, die bis in die 1980er Jahre andauern sollte. Nach der Befreiung Frankreichs stieg Bordeaux wieder in den Ligabetrieb ein und stieg in die erste Liga auf, nachdem sie zuvor einen 2. Platz in der Saison 1948/49 belegten. Nach der Saison engagierte der damalige Trainer André Gérard den Niederländer Bertus de Harder. Durch die Spieler de Harder, Édouard Kargu und Camille Libar errang Bordeaux in der Folgesaison 1949/50 den ersten Ligatitel seiner Vereinshistorie in der ersten Saison seiner Erstligazugehörigkeit. Der Verfolger Lille konnte mit sechs Punkten distanziert werden. Der Erfolg berechtigte den Verein an der Teilnahme des Coupe Latine, in dem er im Finale 3:3 gegen Benfica Lissabon spielte und erst in der Nachspielzeit des Wiederholungsspiels durch das einzige Tor des Tages unterlag.
Zwei Saisons nach ihrem Titelgewinn manifestierte Bordeaux ihren Titelanspruch, indem sie hinter OGC Nizza als zweitplatzierte die Saison beendeten. 1952 und 1955 konnte das Coupe de France-Finale erreicht werden. Im ersten Anlauf scheiterten sie dabei erneut am OGC Nizza in einem Match mit acht Toren, fünf davon in den ersten 40 Minuten, mit 5:3. Henri Baillot hatte zwischenzeitlich zum 3:3 ausgeglichen. Im Pokalfinale von 1955 wurde Girondins von Lille mit 5:2 geschlagen, nachdem Lille nach 35 Minuten mit 4:0 in Führung ging. Die Niederlagen des Pokals strahlten auch auf die Liga ab, als Bordeaux in der Saison 1955/56 abstieg. Dem erneuten Aufstieg in der Saison 1959/60 folgte der sofortige Wiederabstieg als Tabellenletzter mit nur 21 Punkten.
In den 1960er Jahren konnte Bordeaux, mit dem früheren Spieler Salvador Artigas als Trainer, zu alter Stärke zurückfinden. Unter Artigas Regie wurde der Aufstieg in der Saison 1961/62 perfekt gemacht, dem ein respektabler vierter Platz in der Saison 1962/63 folgte. In der Folgesaison war Bordeaux erneut im Finale des Pokals vertreten, in dem man allerdings erneut verlor, diesmal mit 2:0 gegen Olympique Lyon. Beide Tore wurden vom Argentinier Nestor Combin erzielt. Der zweite Platz berechtigte zumindest an der Teilnahme am Messepokal der Saison 1964/65. Nach einem 4:3 nach Hin- und Rückspiel schied man bereits früh gegen Borussia Dortmund aus dem Wettbewerb aus. Vier Jahre später konnte erneut das Coupe de France-Finale erreicht werden – die siebte Teilnahme am Pokalfinale. Auch gegen die AS Saint-Étienne war ihnen nach einem 2:1 kein Triumph vergönnt. Die achte Teilnahme, eine Saison später, brachte keine Änderung. Erneut scheiterte man mit 2:0 gegen Olympique Marseille. Die Mannschaft erlebte trotz des Zugangs von Alain Giresse einen starken qualitativen Niedergang während der 70er Jahre. Die Mannschaft hatte mit sieben verschiedenen Trainern zu arbeiten und landete stetig in der unteren Tabellenhälfte.

### Bis 2018 – zeitweilige Rückkehr zu alter Größe
| Saison  | Platz | Pokal         | Europapokal          |
| ------- | ----- | ------------- | -------------------- |
| 1980/81 | 03.   | Viertelfinale | -                    |
| 1981/82 | 04.   | Viertelfinale | 2. Runde (EC III)    |
| 1982/83 | 02.   | Achtelfinale  | 3. Runde (EC III)    |
| 1983/84 | 01.   | Achtelfinale  | 1. Runde (EC III)    |
| 1984/85 | 01.   | Vorrunde      | Halbfinale (EC I)    |
| 1985/86 | 03.   | Sieger        | 1. Runde (EC I)      |
| 1986/87 | 01.   | Sieger        | Halbfinale (EC II)   |
| 1987/88 | 02.   | Vorrunde      | Viertelfinale (EC I) |

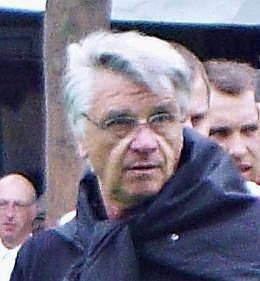
Erfolgstrainer der 80er Jahre: Aimé Jacquet

1979 wurde der Verein an den einflussreichen und ambitionierten Immobilien-Mogul Claude Bez verkauft, der sich selbst als Präsident einsetzte. Unter seiner Führung gelang es dem Verein, wohl auch mittels seiner Millioneninvestitionen, drei Meisterschaften zu gewinnen, zwei Coupe-de-France-Titel und im Europapokal von sich zu überzeugen. Während der Bez-Ära gingen aus der Bordeaux-Mannschaft verschiedene französische Nationalspieler hervor, z. B. Bernard Lacombe, Jean Tigana, René Girard, Jean-Christophe Thouvenel und Thierry Tusseau. Bez engagierte zudem den etablierten Trainer Aimé Jacquet.
Im Sommer 1983 organisierte der Verein ein Jahrhundert-Turnier. Bordeaux gewann dabei 2:0 gegen den FC Barcelona im Halbfinale des Turniers. Im Finale des eigenen Turniers wurde man allerdings vom VfB Stuttgart geschlagen.
Angeführt durch die Siebziger-Jahre-Größen Giresse und Gernot Rohr gewann Bordeaux in der Saison 1983/84 seinen ersten Meistertitel seit 1950. Am Ende der Saison war man punktgleich mit dem AS Monaco an der Spitze der Tabelle. Aufgrund des gewonnenen direkten Vergleichs wurde Bordeaux Meister. In der Folgesaison 1984/85 konnte mit vier Punkten Vorsprung vor dem Zweitplatzierten FC Nantes erneut der Meistertitel errungen werden. Auf europäischer Bühne erreichte man in der Saison 1984/85 das Halbfinale im Europapokal der Landesmeister nach Siegen über Athletic Bilbao, Dinamo Bukarest und Dnipro Dnipropetrowsk, bevor man gegen Juventus Turin verlor. Im 1986er Coupe de France konnte schließlich Olympique Marseille mit 2:1 geschlagen werden. Tigana und Giresse waren die beiden Torschützen für Bordeaux. Der Sieg im Finale des Coupe de France war der erste nach acht Versuchen und der erste Pokalgewinn seit 1941. In der Folgesaison wurde der Pokal erneut gewonnen. Marseille konnte nach Toren von Phillippe Fargeon und Zlatko Vujović geschlagen werden. Bordeaux schloss die Saison 1986/87 mit dem Gewinn des Meistertitels ab.
Nach den Erfolgen der 80er Jahre konnte die französische Meisterschaft zuletzt in den Jahren 1999 und 2009 nach Bordeaux geholt werden.
In der Saison 2012/13 des Coupe de France konnte Girondins das Endspiel gegen den Zweitligisten Evian TG mit 3:2 gewinnen und so erneut den Pokal erringen.
Die Ligamannschaft wurde im Sommer 2014 von Willy Sagnol übernommen. Am 14. März 2016 gab der Verein bekannt, dass Willy Sagnol als Übungsleiter freigestellt wurde – bis zum Saisonende übernahm der frühere französische Nationaltorwart Ulrich Ramé die Mannschaft. Ende Mai stellte Girondins Jocelyn Gourvennec, zuvor sechs Jahre lang bei EA Guingamp, als neuen Trainer vor. Dieser wurde wegen Erfolglosigkeit am 18. Januar 2018 von seinem Amt enthoben.

### 2018 bis 2023
Einziger Aktionär des Vereins war seit Dezember 2019 der US-Investmentfonds King Street, der im April 2021 sein Engagement mit sofortiger Wirkung beendete. Daraufhin hat das örtliche Tribunal de commerce den Verein unter seine Kuratel gestellt.
Anfang 2022 schied Girondins Bordeaux nach einem massiven Corona-Ausbruch mit 21 betroffenen Spielern aus dem Pokal aus. Der Verein verlor bei Stade Brest mit einer B- bis C-Elf am 2. Januar 2022 0:3 (0:1). Der nationale Fußball-Verband FFF hatte angeordnet, dass trotz des Ausbruchs gespielt werden musste. Girondins-Trainer Vladimir Petković bedauerte, dass zwei seiner jungen Spieler sich verletzten.
Nach einer 0:5-Niederlage bei Stade Reims und einer sportlichen Talfahrt als seinerzeitiger Tabellenvorletzter wurde Trainer Petković im Februar 2022 entlassen. Er war seit Juli 2021 im Amt.
2022 wurde der Verein nach dem Abstieg aus der Ligue 1 aufgrund finanzieller Probleme zunächst in die drittklassige National 1 zwangsrelegiert. Drei Tage vor Saisonbeginn wurde in Übereinstimmung mit der FFF ein Schlichtungsangebot des Nationalen Olympischen Komitees akzeptiert, sodass der Verein in der Saison 2022/23 in der zweitklassigen Ligue 2 starten konnte. Mit Platz 3 verpasste man nur knapp den direkten Wiederaufstieg. Überschattet wurde das letzte Saisonspiel durch einen Spielabbruch, welcher dazu führte, dass das Spiel mit 0:3 gegen Bordeaux gewertet wurde; bei einem Sieg mit drei Toren Vorsprung wäre man punktgleich mit dem Zweiten FC Metz gewesen, hätte zudem das bessere Torverhältnis gehabt und wäre aufgestiegen.

### 2024 – Zwangsabstieg bis in die vierte Liga
Nach der Zweitligasaison 2023/24 erfolgte eine finanzielle Überprüfung des Clubs durch die zuständige französische Finanzaufsicht DNCG. Aufgrund der nach wie vor bestehenden finanziellen Probleme erfolgte ein Zwangsabstieg in die drittklassige National 1. Nachdem Verhandlungen mit Investoren gescheitert waren, löste der Verein das Nachwuchsleistungszentrum auf und gab, nach 87 Jahren, seinen Profistatus auf. Damit einher ging die Auflösung aller Profiverträge. Wie der französische Fußballverband FFF am 1. August 2024 mitteilte, wurde der Club in die viertklassige National 2 versetzt.

## Spielstätte
Spielstätte war zunächst das Stade Vélodrome (später in Parc Lescure umbenannt) und danach das Stade Jacques-Chaban-Delmas. Seit Mitte 2015 ist das Stade Matmut-Atlantique die neue Spielstätte, die Platz für 42.115 Zuschauer bietet. Trotz des Abstiegs in die Viertklassigkeit 2024 werden Heimspiele weiterhin dort ausgetragen. Zu den Spielen in der vierten Liga kommen im Durchschnitt etwa 10.000 Zuschauer.

## Ligazugehörigkeit
Die Girondins gehörten der höchsten Spielklasse (Division 1, seit 2002 Ligue 1 genannt) 1939–1943, 1944–1947, 1949–1956, 1959/60, 1962–1991 und, nach Konkurs und Neugründung, von 1992 bis zum Abstieg 2022 an. In der Saison 2024/25 tritt man nach Zwangsabstieg aufgrund finanzieller Schwierigkeiten in der National 2 an, der vierthöchsten Spielklasse Frankreichs.

## Sportliche Erfolge
- Französische Fußballmeisterschaft

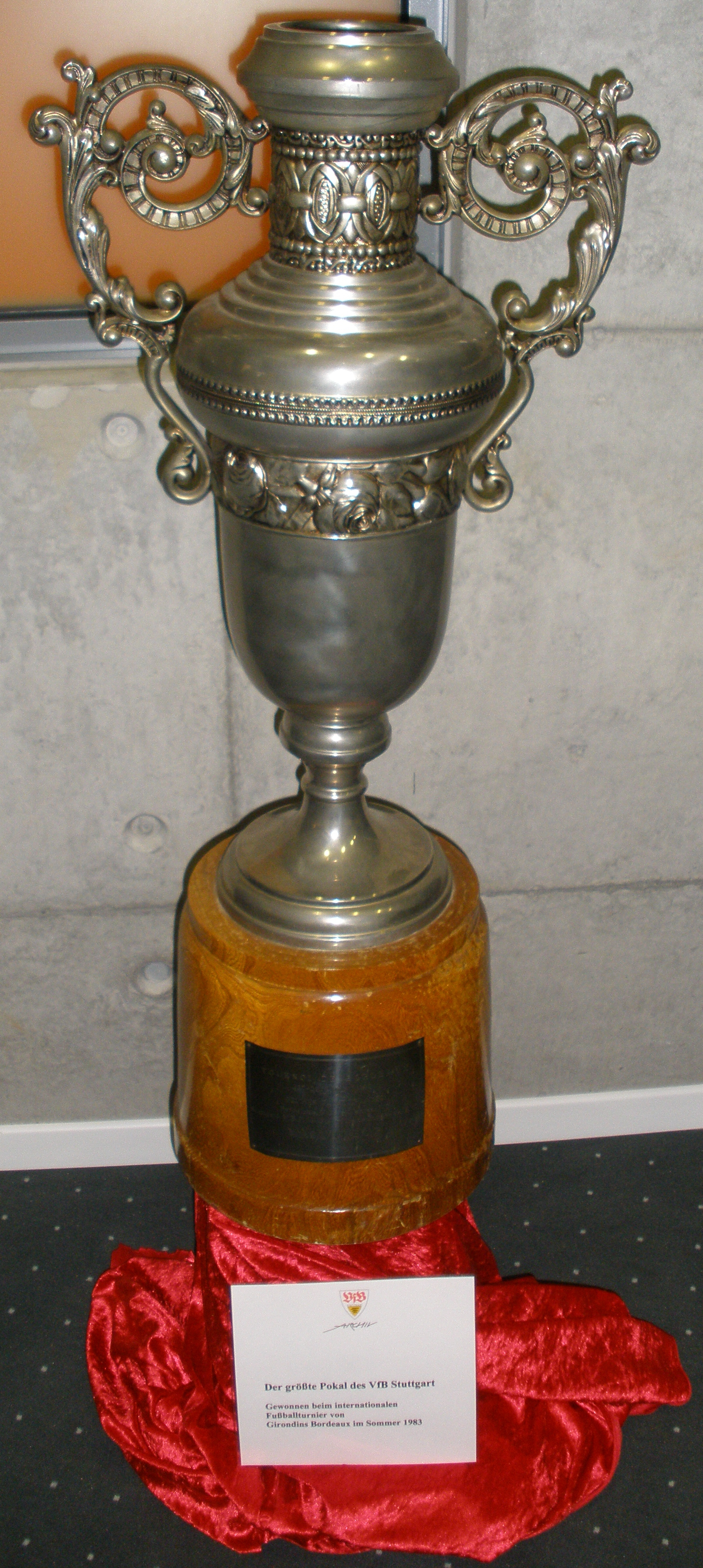
Trophäe des Turniers zur Hundertjahrfeier von Girondins Bordeaux

  - Meister: 1950, 1984, 1985, 1987, 1999, 2009
  - Vize-Meister: 1952, 1965, 1966, 1969, 1983, 1988, 1990, 2006, 2008
  - Dritter: 1953, 1954, 1981, 1986
- Französischer Fußballpokal
  - Sieger: 1941, 1986, 1987, 2013
  - Finalist: 1943, 1952, 1955, 1964, 1968, 1969
- Französischer Ligapokalsieger
  - Sieger: 2002, 2007, 2009
  - Finalist: 1997, 1998, 2010
- Französischer Fußballsuperpokal
  - Sieger: 1986, 2008, 2009
  - Finalist: 1968, 1985, 1999, 2013
- Europapokal der Landesmeister
  - Halbfinale: 1984/85
- Europapokal der Pokalsieger
  - Halbfinale: 1986/87
- UEFA-Pokal
  - Finalist: 1996
- UEFA Intertoto Cup
  - Sieger: 1995
- Alpenpokal
  - Sieger: 1980
- Coupe Latine
  - Finalist: 1950

## Bekannte Spieler und Trainer
- Ben Mohammed Abdesselem
- Klaus Allofs
- Patrick Battiston
- Joseph-Antoine Bell
- Éric Cantona
- Marouane Chamakh
- André Chorda
- Didier Couécou
- Héctor De Bourgoing
- Bertus de Harder
- Joop de Kubber
- Didier Deschamps
- Dominique Dropsy
- Christophe Dugarry
- Rainer Ernst
- Jean-Marc Ferreri
- Alain Giresse
- Yoann Gourcuff
- Jacques Grimonpon
- Aimé Jacquet
- Manfred Kaltz
- Édouard Kargulewicz
- Wim Kieft
- Bernard Lacombe
- Bixente Lizarazu
- Johan Micoud
- Dieter Müller
- Jean-Pierre Papin
- Pauleta
- François Remetter
- Laurent Robuschi
- Alain Roche
- Gernot Rohr
- Didier Sénac
- „Jacky“ Simon
- Gérard Soler
- Jean Swiatek
- Jean Tigana
- Marius Trésor
- Santiago Urtizberea
- Sylvain Wiltord
- Richard Witschge
- Zinédine Zidane

## Frauenfußball
Seit Mitte 2015 gehört erstmals auch eine Frauenfußballabteilung, die Girondines, zum Verein. Diese entstand durch den Übertritt der Frauen der benachbarten Entente Sportive Blanquefortaise, deren Startplatz in der zweiten Liga Bordeaux für die Saison 2015/16 übernommen hat. Die Teams im Jugend- und Erwachsenenbereich trainieren weiterhin im Stade Jean-Pierre Delhomme von Blanquefort, in dem sie auch den Großteil ihrer Spiele austragen. Zur Saison 2016/17 waren die Girondines in die erste französische Liga aufgestiegen, in der sie sich seit 2018 zu einem Spitzenteam entwickelt hatten, das 2021 sogar die Qualifikation für den Europapokal erreichte.
Allerdings folgte 2024 der Abstieg, verbunden mit einem regelrechten Absturz in die Viertklassigkeit: Der Verband verweigerte Bordeaux’ Frauen aufgrund der fehlenden finanziellen Leistungsfähigkeit des Gesamtvereins die Lizenz für die zweite Liga. Für die dritte Liga hatte der Verein sich gar nicht erst beworben, sondern nahm im Sommer 2024 stattdessen den Spielbetrieb in der Régionale 1 auf, aus der er nur zwölf Monate später in die Division 3 Féminine zurückkehrte.